# FON

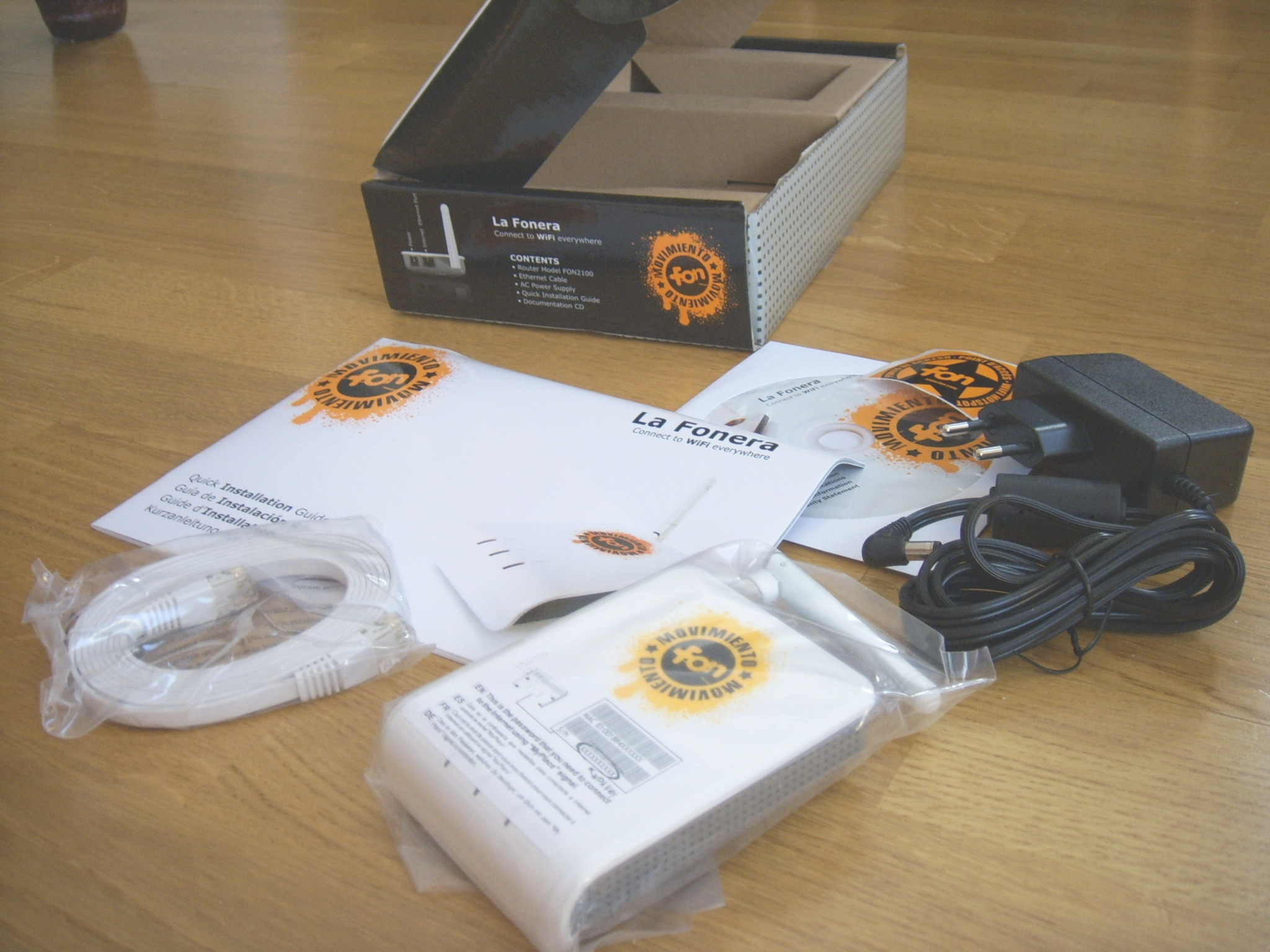
FON:s specialiserade GNU/Linux-baserade WLAN-router La Fonera. Bilden visar förpackningen och tillbehören enheten levereras med i Europa.

FON är ett brittiskt företag som tillhandahåller radionätsuppkoppling till Internet via datornätverk som innehas av privatpersoner som är "med" i FON. De som utnyttjar denna tjänst och tillhandahåller sitt nätverk för andra, kallas också foneros.
FON använder WLAN enligt standarden IEEE 802.11. De som vill ansluta sig till nätverket behöver speciell WLAN-router kallad La Fonera.
De som tillhandahåller sitt eget nätverk till andra får tillgång till övrigas gratis. Även de som inte tillhandahåller sitt eget nätverk till andra kan utnyttja tjänsten men då till en lite högre avgift.
FON erbjudandet och uppkopplingssättet har väckt debatt, både då trafik via andras nät kan vara (juridiskt) problematiskt ur ansvarssynpunkt och också begränsningen som specifika routrar innebär ur teknik- och oberoendeaspekter.